# Acalyphoideae
Le Acalifoidee (Acalyphoideae Beilschm.) sono la più vasta sottofamiglia delle Euforbiacee.
Come per le sottofamiglie Crotonoideae ed Euphorbioideae i fiori femminili hanno ovario uniovulare.

## Tassonomia
La sottofamiglia delle Acalifoidee è suddivisa a sua volta in diverse tribù:
- Tribù Acalypheae Dumort.
  - Acalypha L.
  - Adriana Gaudich.
  - Avellanita Phil.
  - Claoxylon A.Juss.
  - Claoxylopsis Leandri
  - Cleidion Blume
  - Clonostylis S.Moore

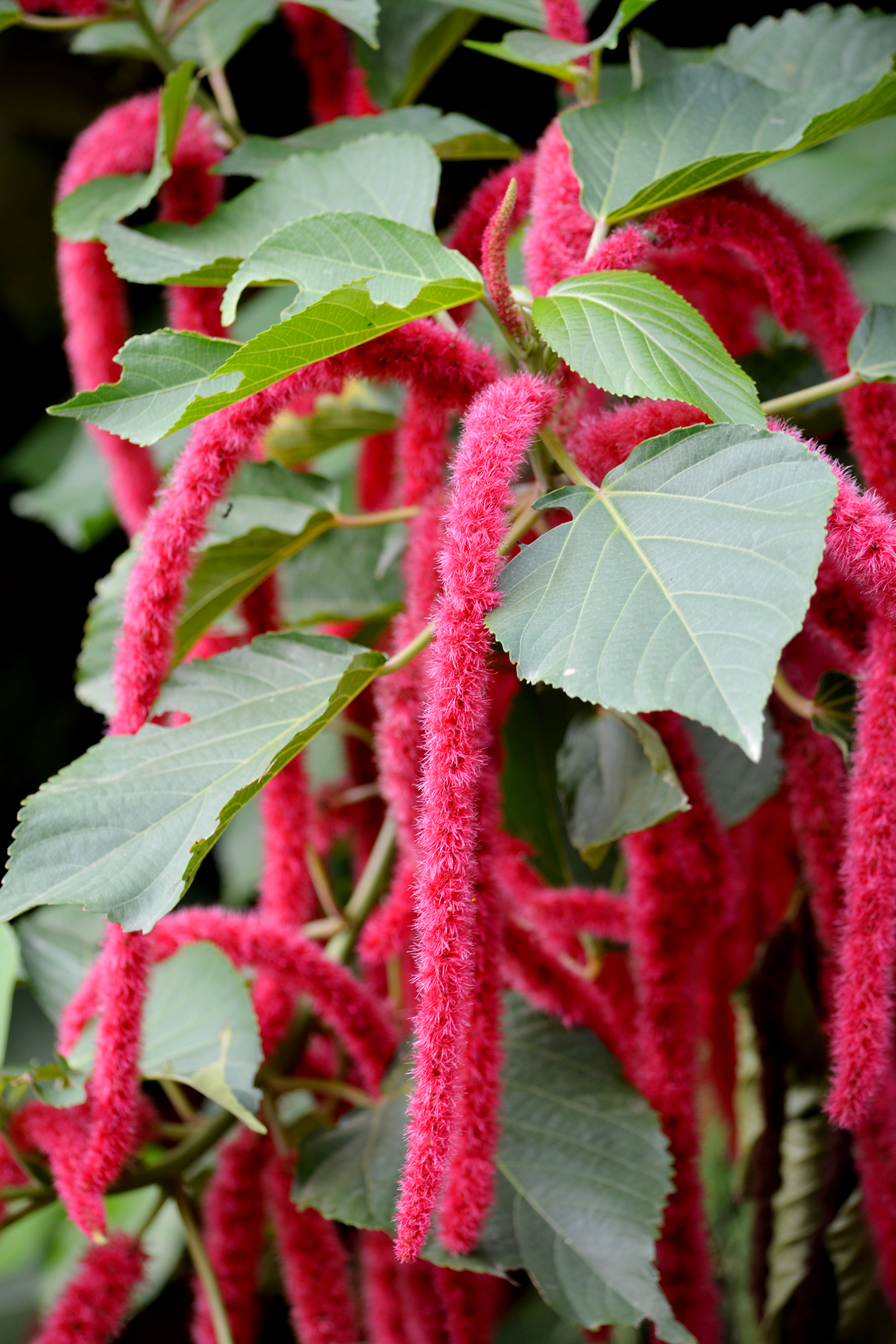
Acalypha hispida

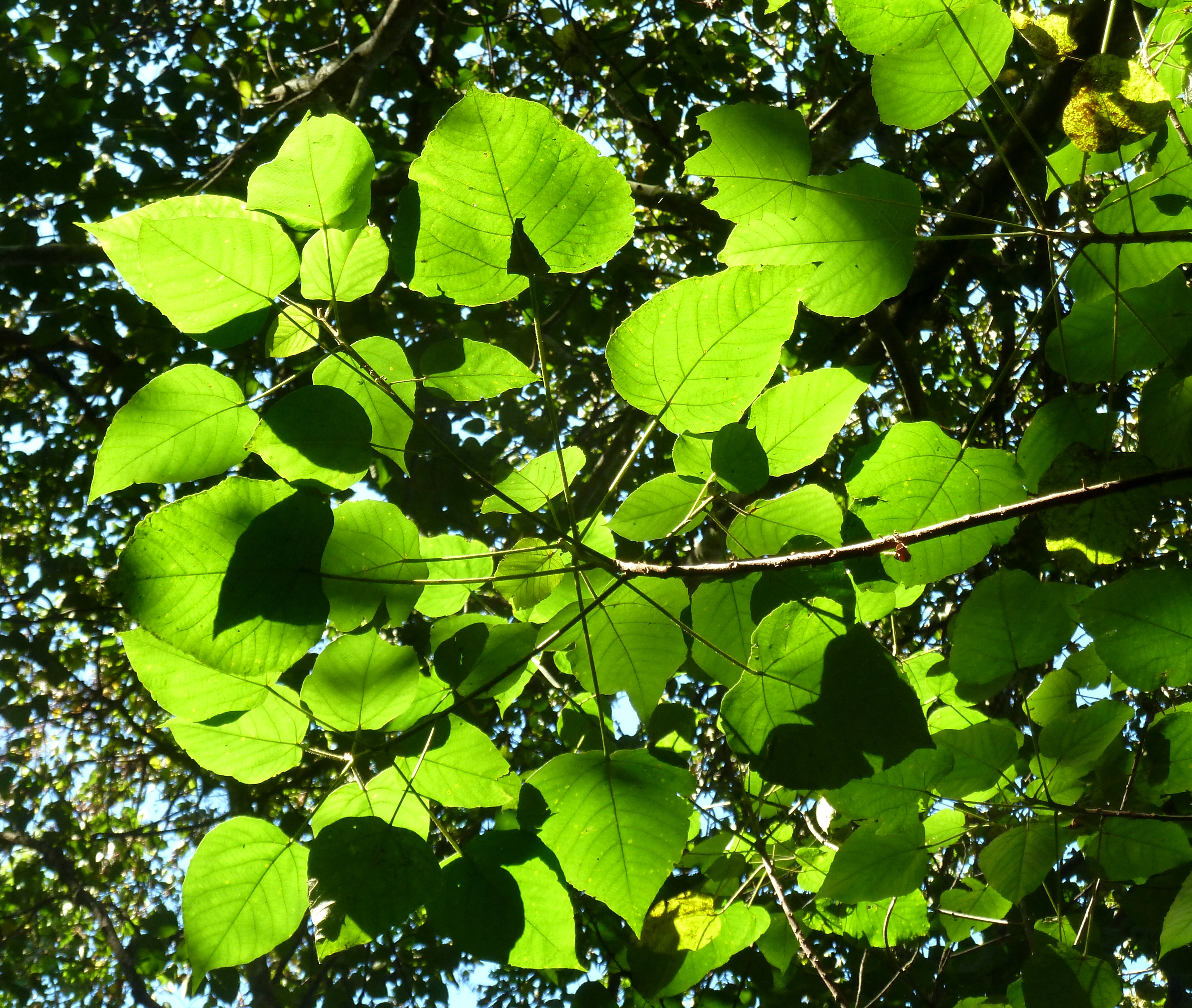
Macaranga capensis

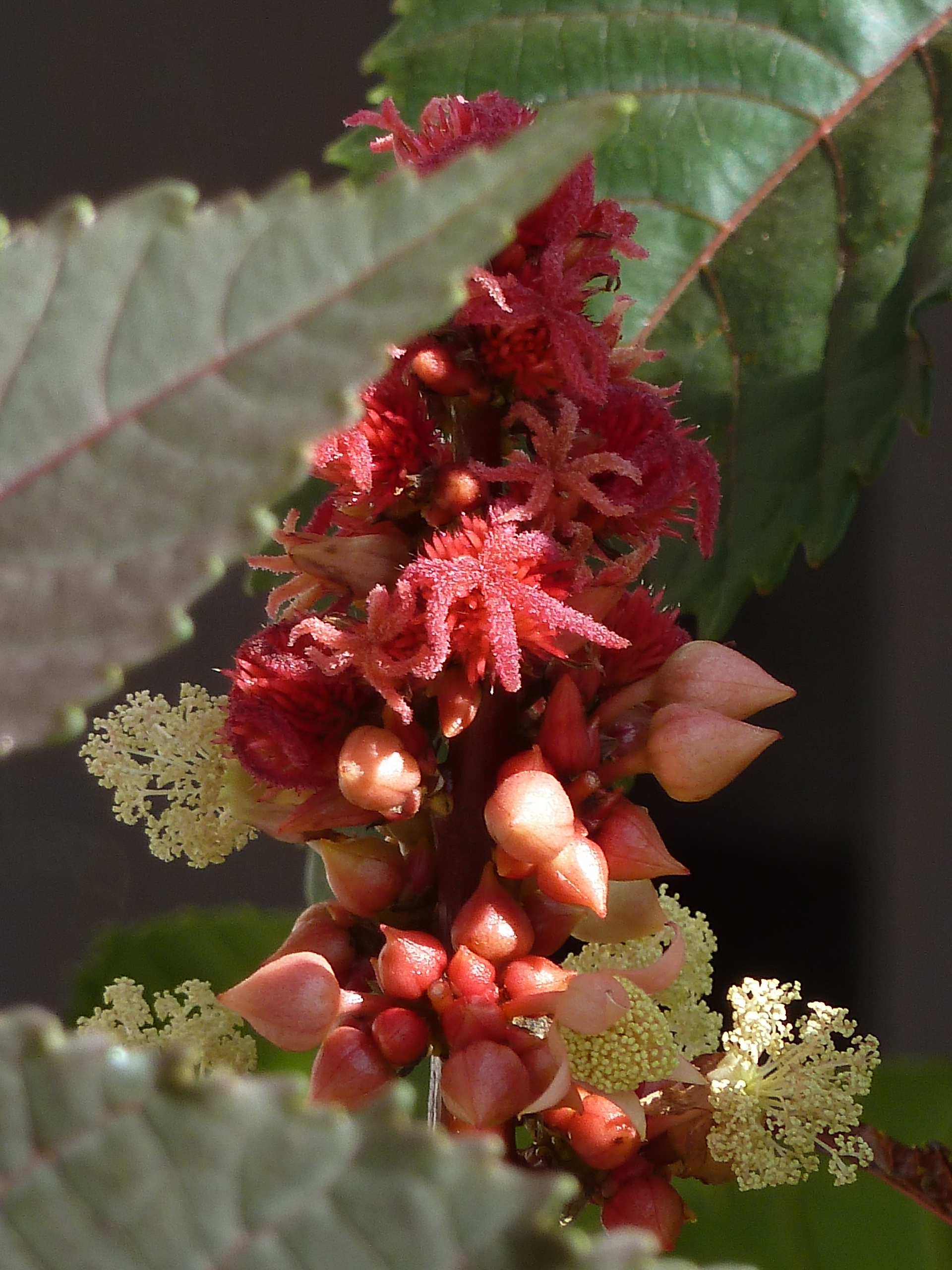
Ricinus communis

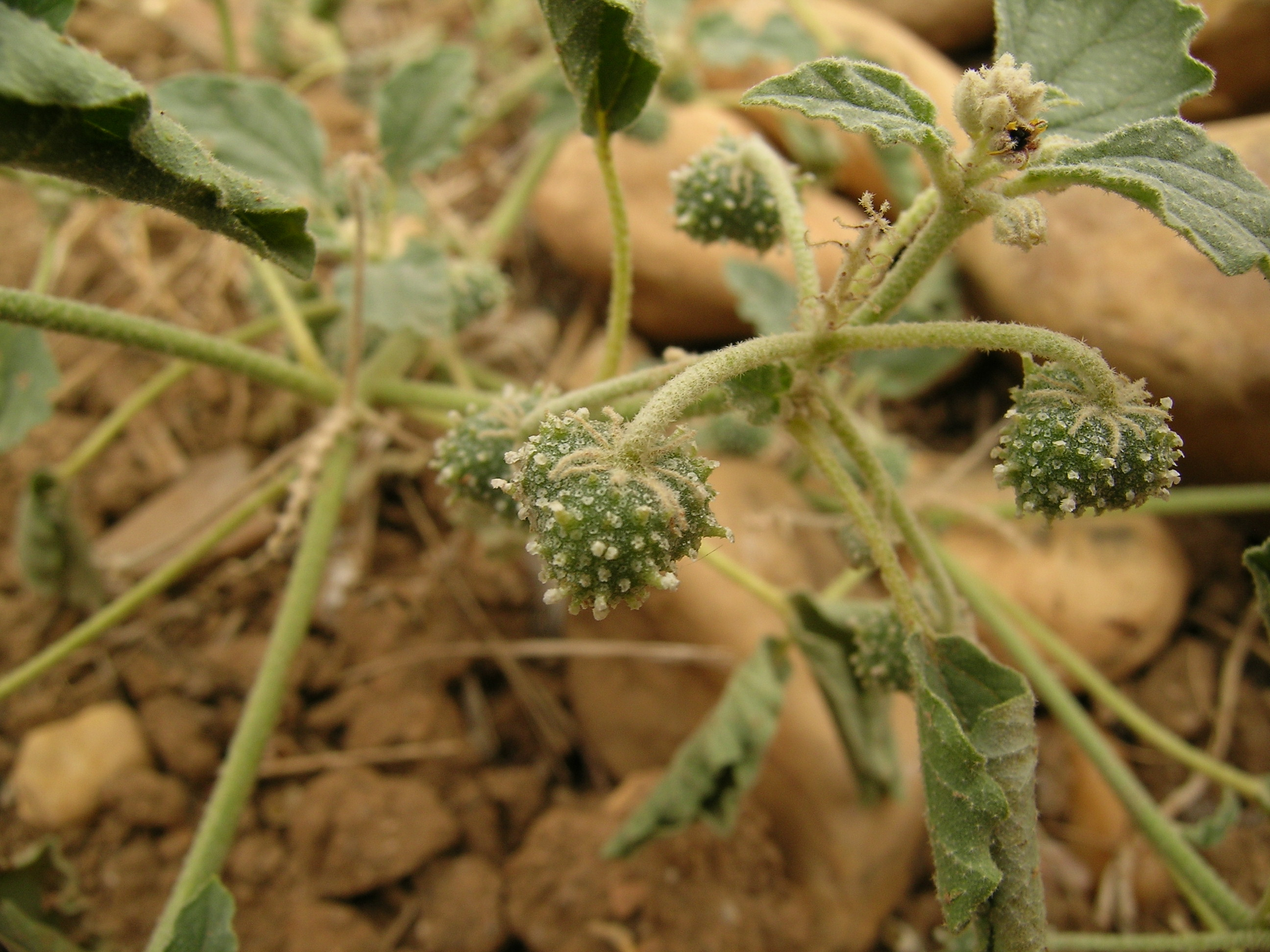
Chrozophora tinctoria

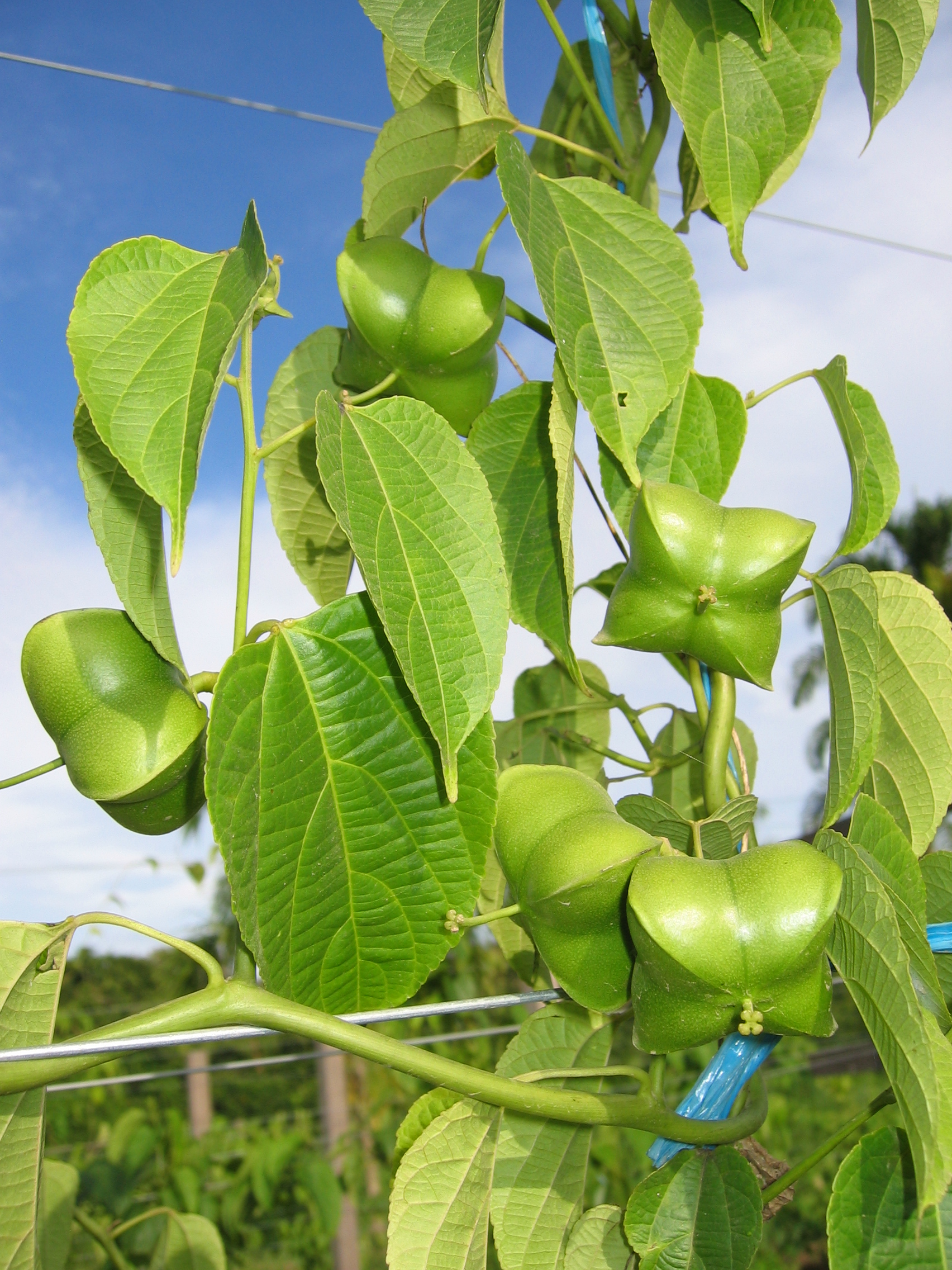
Plukenetia volubilis

  - Discoclaoxylon (Müll.Arg.) Pax & K.Hoffm.
  - Dysopsis Baill.
  - Erythrococca Benth.
  - Hancea Seem.
  - Homonoia Lour.
  - Lasiococca Hook.f.
  - Leidesia Müll.Arg.
  - Lobanilia Radcl.-Sm.
  - Macaranga Thouars
  - Mallotus Lour.
  - Mareya Baill.
  - Mareyopsis Pax & K.Hoffm.
  - Mercurialis L.
  - Micrococca Benth.
  - Ricinus L.
  - Rockinghamia Airy Shaw
  - Sampantaea Airy Shaw
  - Seidelia Baill.
  - Spathiostemon Blume
  - Wetria Baill.

- Tribù Adelieae G.L.Webster
  - Adelia L.
  - Crotonogynopsis Pax
  - Enriquebeltrania Rzed.
  - Garciadelia Jestrow & Jiménez Rodr.
  - Lasiocroton Griseb.
  - Leucocroton Griseb.

- Tribù Agrostistachydeae (Müll.Arg.) G.L.Webster
  - Agrostistachys Dalzell
  - Amyrea Leandri
  - Chondrostylis Boerl.
  - Cyttaranthus J.Léonard
  - Pseudagrostistachys Pax & K.Hoffm.

- Tribù Alchorneae Hutch.
  - Sottotribù Alchorneinae Hurus.
    - Alchornea Sw.
    - Aparisthmium Endl.
    - Aubletiana J.Murillo
    - Bocquillonia Baill.
    - Bossera Leandri
    - Orfilea Baill.

  - Sottotribù Conceveibinae G.L.Webster
    - Conceveiba Aubl.

- Tribù Ampereae  Müll.-Arg.
  - Amperea A.Juss.
  - Monotaxis Brongn.

- Tribù Bernardieae G.L.Webster
  - Adenophaedra (Müll.Arg.) Müll.Arg.
  - Bernardia Houst. ex Mill.
  - Discocleidion Pax & K.Hoffm.
  - Necepsia Prain
  - Paranecepsia Radcl.-Sm.

- Tribù Caryodendreae G.L.Webster
  - Alchorneopsis Müll.Arg.
  - Caryodendron H.Karst.
  - Discoglypremna Prain

- Tribù Chrozophoreae (Müll.Arg.) Pax & K.Hoffm
  - Sottotribù Chrozophorinae 
    - Chrozophora Neck. ex A.Juss.

  - Sottotribù Ditaxinae Griseb.
    - Argythamnia P.Browne
    - Caperonia A.St.-Hil.
    - Chiropetalum A.Juss.
    - Ditaxis Vahl ex A.Juss.
    - Philyra Klotzsch

  - Sottotribù Doryxylinae G.L.Webster
    - Doryxylon Zoll.
    - Melanolepis Rchb.f. & Zoll.
    - Sumbaviopsis J.J.Sm.
    - Thyrsanthera Pierre ex Gagnep.

  - Sottotribù Speranskiinae G.L.Webster
    - Speranskia Baill.

- Tribù Epiprineae (Müll.Arg.) Hurus.
  - Adenochlaena Boivin ex Baill.
  - Cephalocroton Hochst.
  - Cephalocrotonopsis Pax
  - Cephalomappa Baill.
  - Cladogynos Zipp. ex Span.
  - Cleidiocarpon Airy Shaw
  - Epiprinus Griff.
  - Koilodepas Hassk.
  - Tsaiodendron Y.H.Tan, H.Zhu & H.Sun

- Tribù Erismantheae G.L.Webster
  - Erismanthus Wall. ex Müll.Arg.
  - Moultonianthus Merr.
  - Syndyophyllum K.Schum. & Lauterb.

- Tribù Plukenetieae  Hutch.
  - Sottotribù Dalechampiinae G.L.Webster
    - Dalechampia Plum. ex L.

  - Sottotribù Plukenetiinae Benth.
    - Astrococcus Benth.
    - Angostylis Benth.
    - Haematostemon Pax & K.Hoffm.
    - Plukenetia L.
    - Romanoa Trevis.

  - Sottotribù Tragiinae G.L.Webster
    - Acidoton Sw.
    - Bia Klotzsch
    - Cnesmone Blume
    - Gitara Pax & K.Hoffm.
    - Megistostigma Hook.f.
    - Pachystylidium Pax & K.Hoffm.
    - Platygyna P.Mercier
    - Sphaerostylis Baill.
    - Tragia Plum. ex L.
    - Tragiella Pax & K.Hoffm.
    - Zuckertia Baill.

- Tribù Pycnocomeae  Hutch. ex Reveal
  - Sottotribù Blumeodendrinae G.L.Webster
    - Blumeodendron (Müll.Arg.) Kurz
    - Botryophora Hook.f.
    - Podadenia Thwaites
    - Ptychopyxis Miq.

  - Sottotribù Pycnocominae G.L.Webster
    - Argomuellera Pax
    - Droceloncia J.Léonard
    - Pycnocoma Benth.

- Tribù Sphyranthereae  Radcl.-Sm.
  - Sphyranthera Hook.f.

- incertae sedis
  - Afrotrewia Pax & K.Hoffm.